# Jiří Šín
Jiří Šín (* 7. 11. 1981, Česká Lípa) je sklářský odborník, autor unikátní technologie lití skla do uzavřené formy "Vitrum Vivum"

## Život
Jiří Šín od mládí kreslil a na základní škole navštěvoval výtvarný kroužek. Složil zkoušky na Střední uměleckoprůmyslovou sklářskou školu v Kamenickém Šenově, kde vystudoval obor vzorování a broušení skla. Tavení skla se zde jako samostatný obor nevyučovalo, ale měl možnost ho ve školní peci vyzkoušet. 
Po maturitě pokračoval ve studiu na Vyšší odborné škole sklářské v Novém Boru, kde dostal příležitost realizovat vlastní díla z taveného skla. Tři roky pracoval jako technolog pro firmu Preciosa a několik let spolupracoval s firmou Lasvit, kde vyvinul první CNC stroj pro přesné obrábění skleněných dílů. Již v průběhu studia narážel na limity, které měly tehdejší technologie odlévání skleněných soch do formy. Postavil si vlastní dílnu s pecí, kde utavil své první autorské dílo, později zakoupené do USA. V dalších deseti letech realizoval zakázky z taveného skla a zároveň přetvářel a vylepšoval zavedené postupy. Absolvoval také stáže v Německu a v Holandsku, kde studoval vitráže, foukání a tavení skla. 
Roku 2010 založil sklářskou dílnu se dvěma pecemi v Bělé pod Bezdězem a zavedl zde vlastní metodu lití skla do formy Vitrum Vivum V roce 2017 nabídl Rony Pleslovi realizaci jeho návrhů svou novou metodou odlévání skleněných plastik a později přizval ke spolupráci další výtvarníky. Sám by rád realizoval skleněné sochy na pomezí volného a užitého umění. Inspirovala ho např. netradiční londýnská Carpenters Workshop Gallery, která nabízí umělcům možnost vytvořit svá díla z materiálů, které najdou v galerijní dílně.
Jiří Šín je od roku 2017 majitelem firmy bpbcrystal s.r.o., zaměřené na broušení a leptání skla. Od roku 2021 je majitelem firmy Sinstudio s.r.o., od roku 2022 majitelem Studia Pelechov a SINGallery s.r.o.

### Vitrum Vivum
Jiří Šín se hlásí k odkazu průkopnického díla Stanislava Libenského a Jaroslavy Brychtové, kteří zavedli techniku odlévání masivních skleněných objektů do otevřené písko-sádrové formy. Tato metoda ale nedovolovala tvorbu prostorově komplikovaných a členitých tvarů. Oproti tomu nabízí technologie Vitrum Vivum nové možnosti a posun ve sklářském oboru k větší volnosti tvorby. Není závislá na hladině roztavené skloviny ve formě a následném broušení nebo lepení, ale dovoluje vytvořit trojrozměrné objekty přímo. Vrcholem možností této metody je dokonalá koule - např. basketbalový míč s kompletně otištěným reliéfem.
Roztavené sklo se lije do formy kanálky, podobně jako při odlévání bronzových artefaktů. Proces poprvé umožňuje zhotovení monumentálních skleněných plastik z jednoho kusu skla. Rozměr plastik omezuje pouze velikost pece, kde probíhá postupné ochlazování. Od roku 2022 Jiří Šín společně se spolumajitelem značky, podnikatelem Romanem Pilíškem, začali budovat v Humrově poblíž Bělé pod Bezdězem dosud největší pec na tavenou plastiku na světě.  Nová autonomní pec, která dokáže vypočítat přesnou dobu chlazení, umožní tavit až pětimetrové objekty.

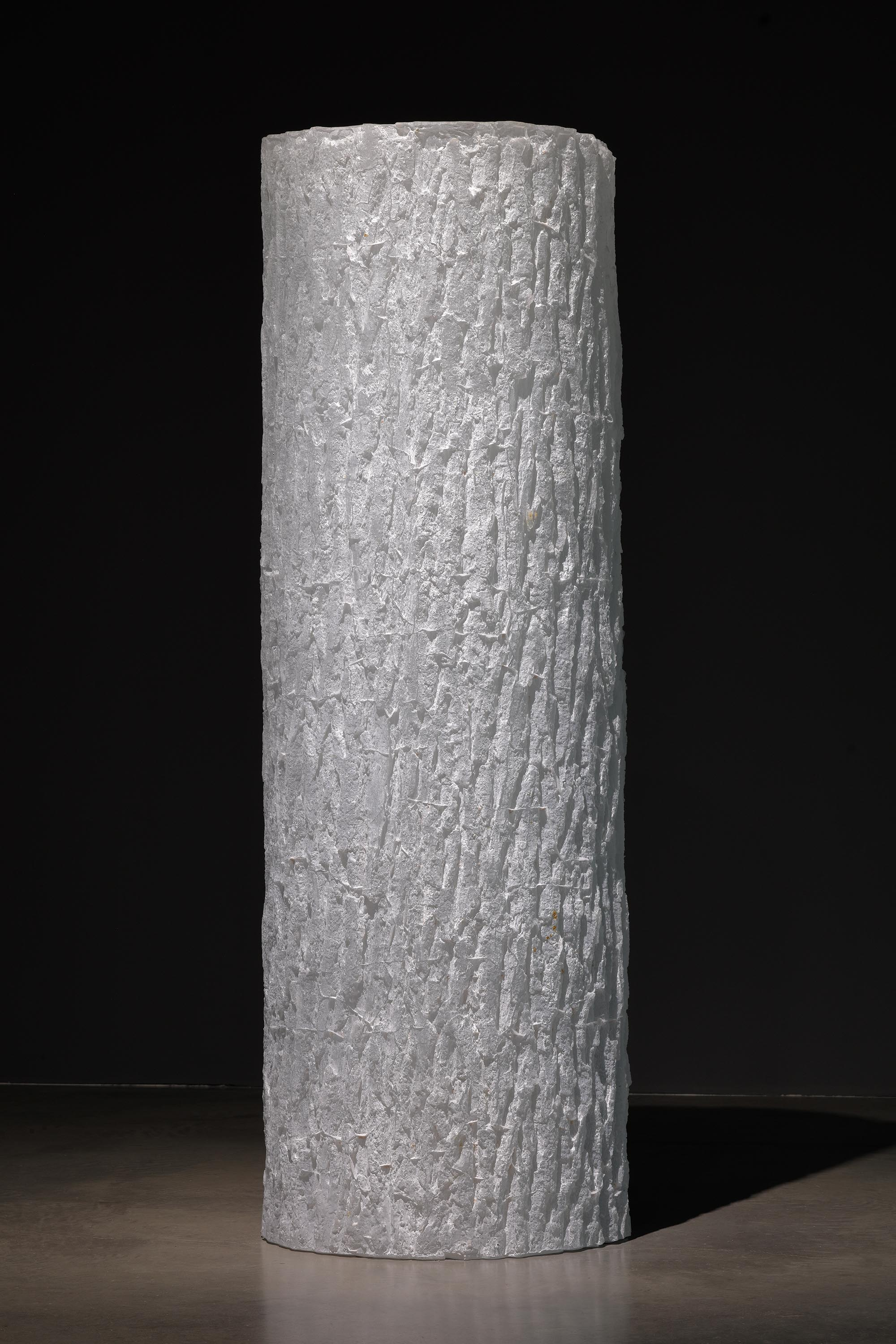
Studio SIN, Rony Plesl, Stromy rostou z nebe (2022), 205 x 75 cm, Museum Kampa
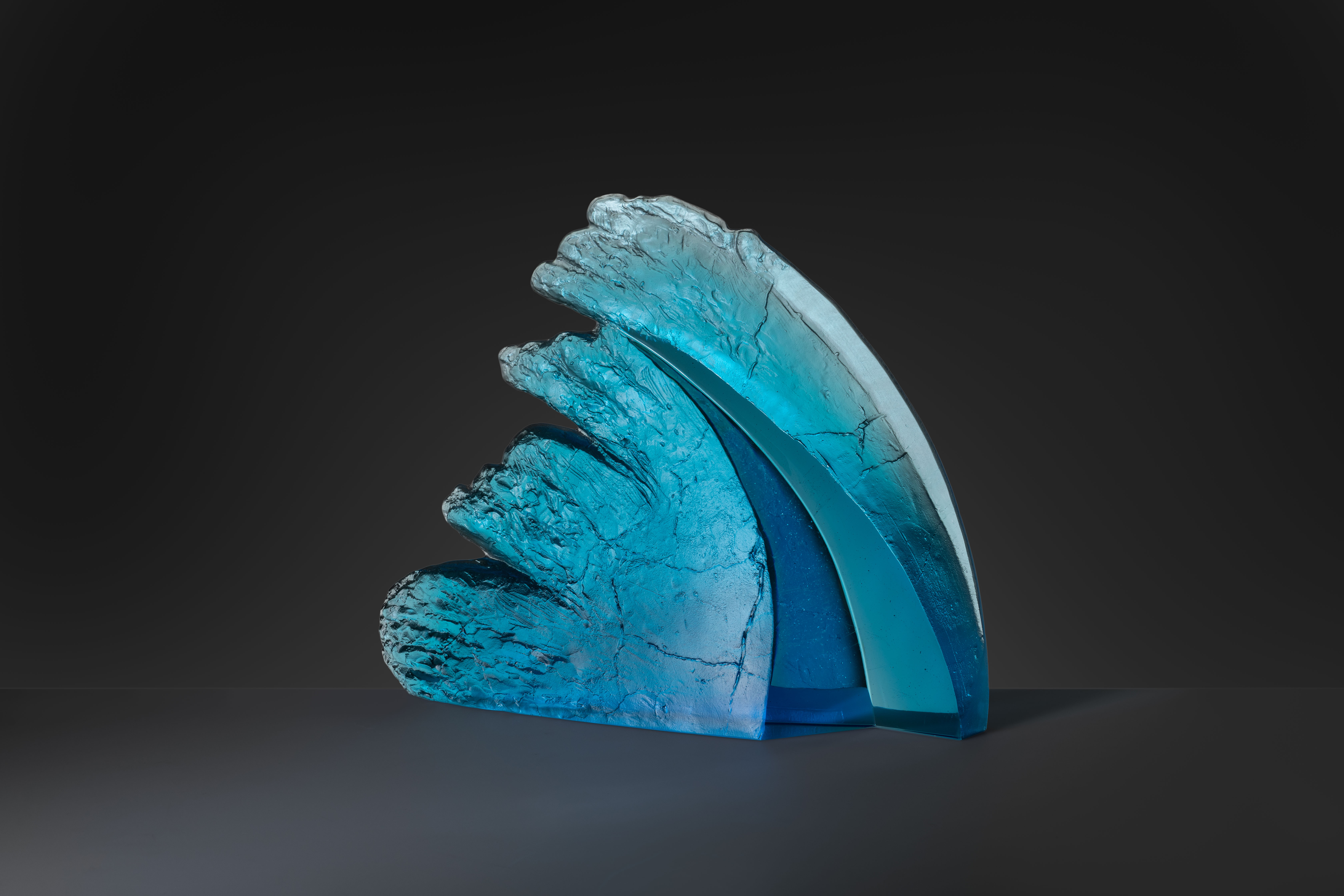
Studio SIN, Jiří Šín, Vlna I (2022)
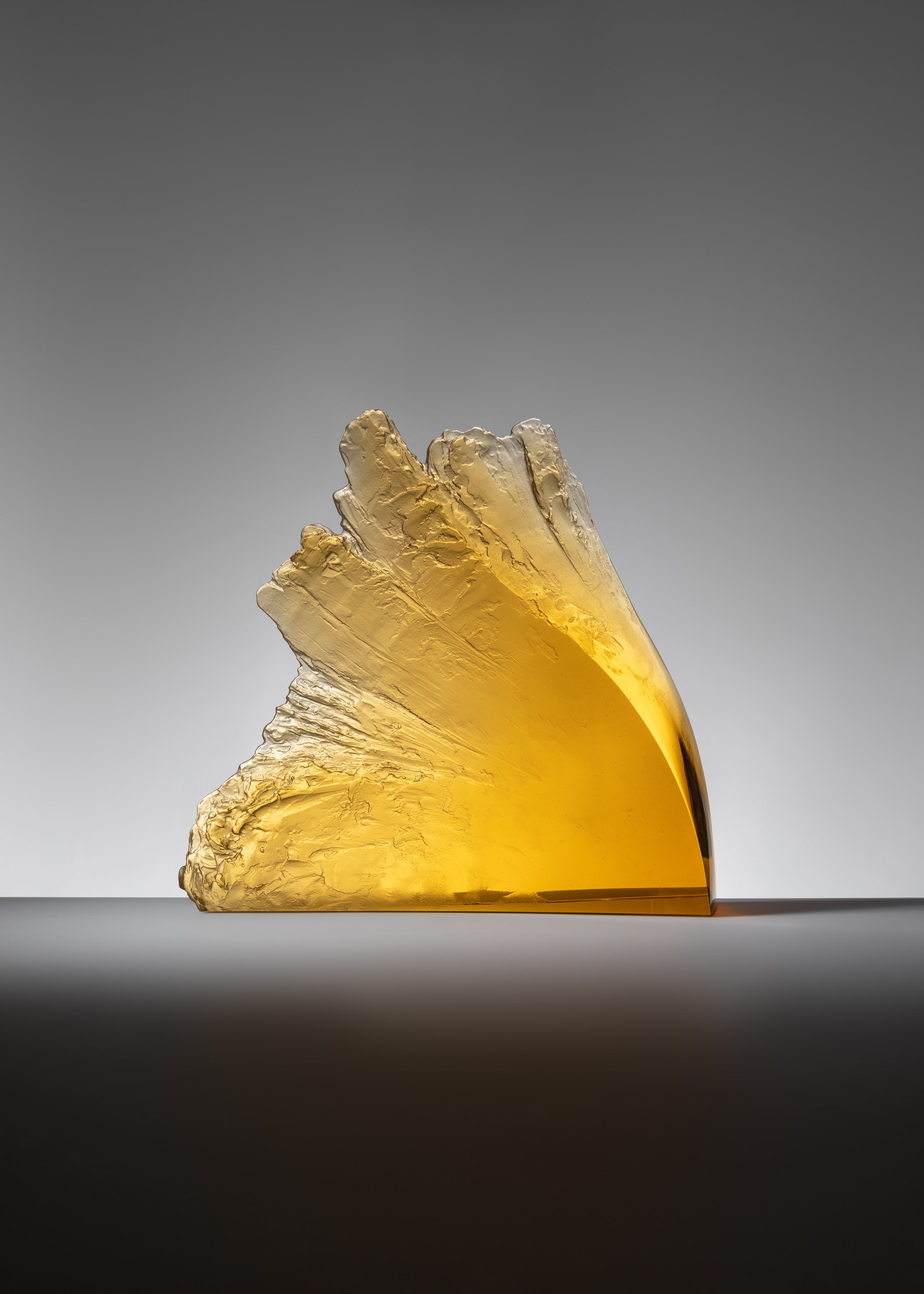
Studio SIN, Jiří Šín, Vlna II (2022)
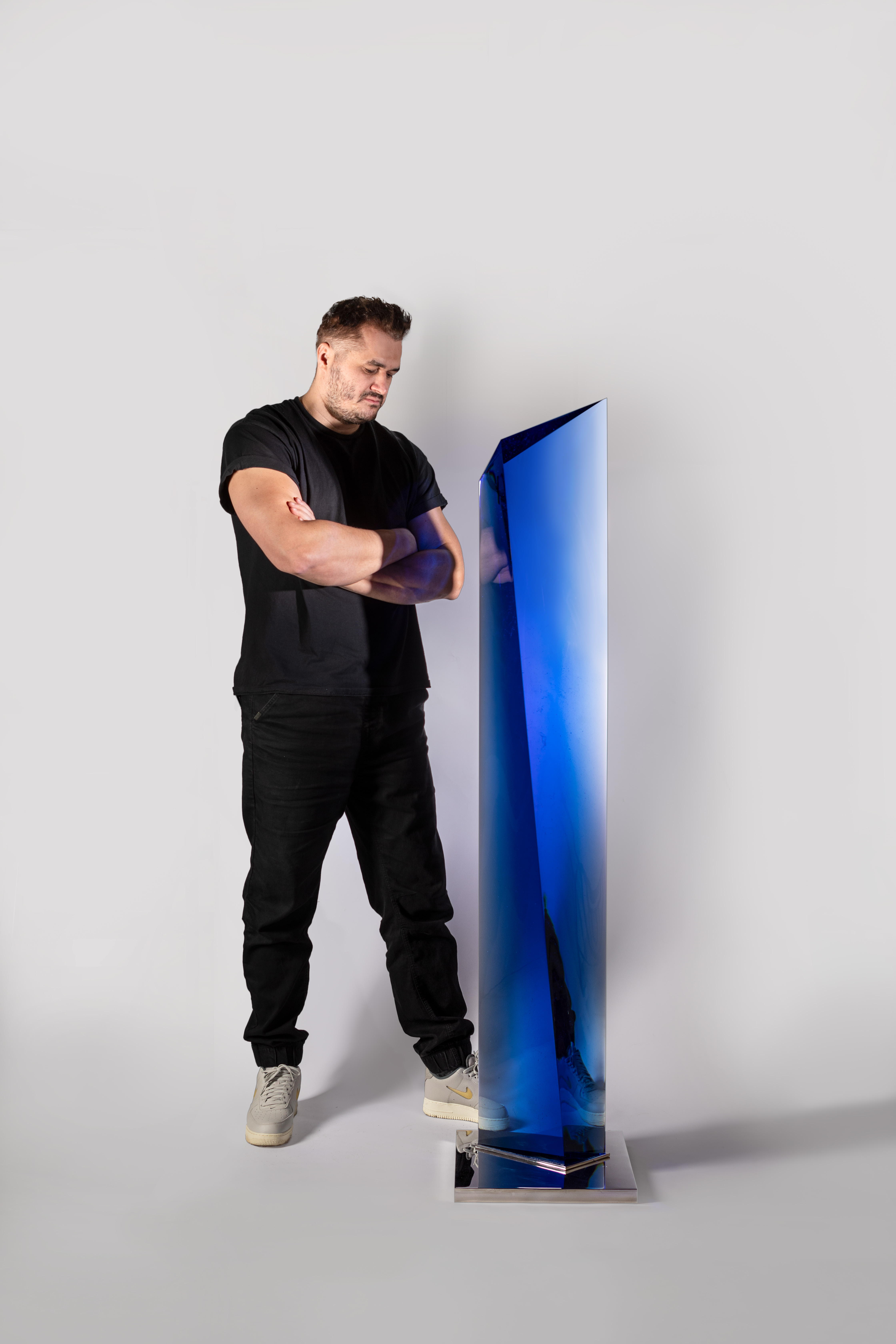
Studio SIN, Jiří Šín, Skyscraper (2022)